# Abgar VIII.
Abgar VIII. (Lucius Aelius Septimius Abgar VIII., der Große; † 212) war von etwa 177 bis zu seinem Tod König von Osrhoene mit der Hauptstadt Edessa, dem heutigen Şanlıurfa.

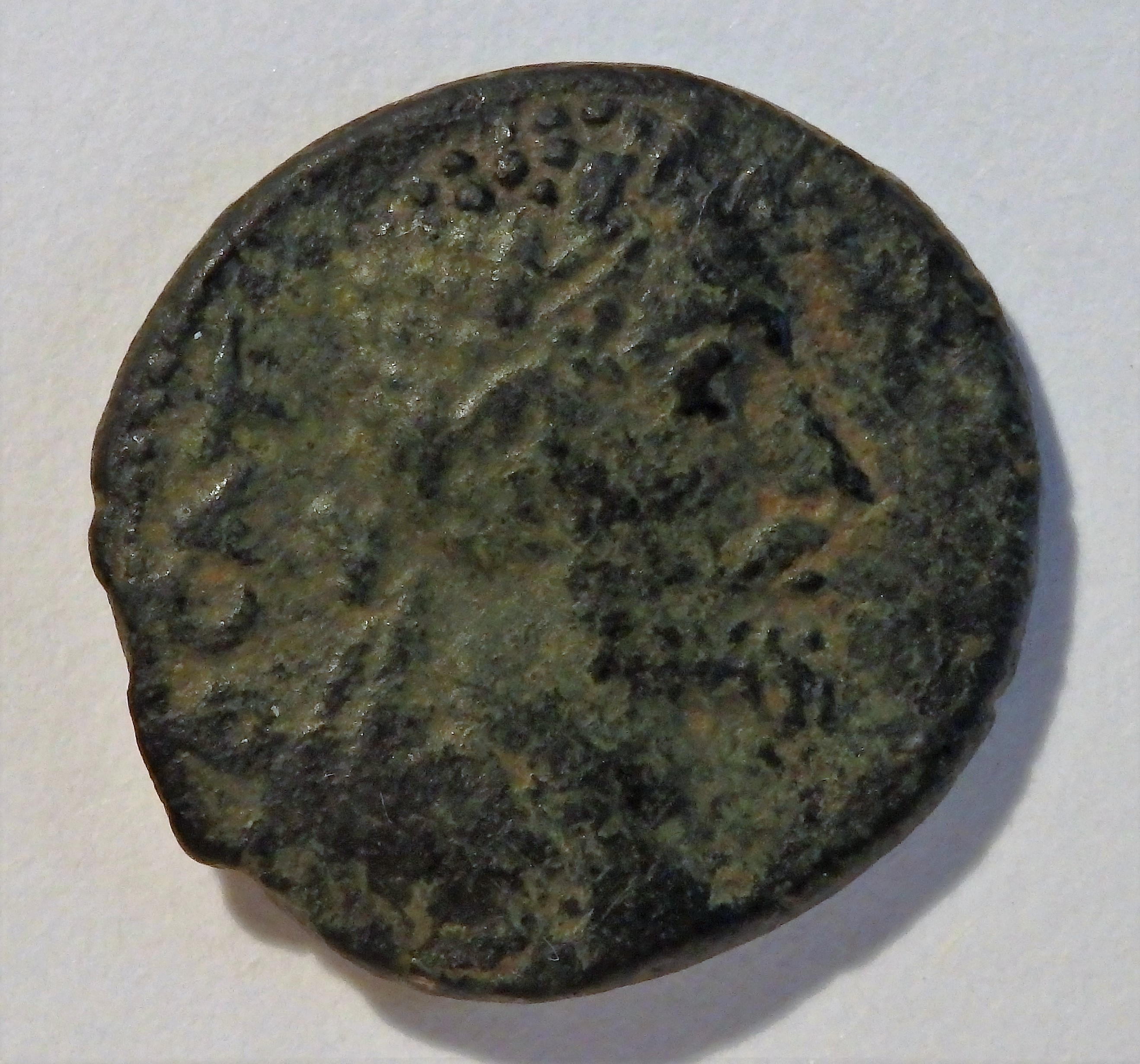
Bronzemünze von Abgar VIII. mit Porträt Septimius Severus

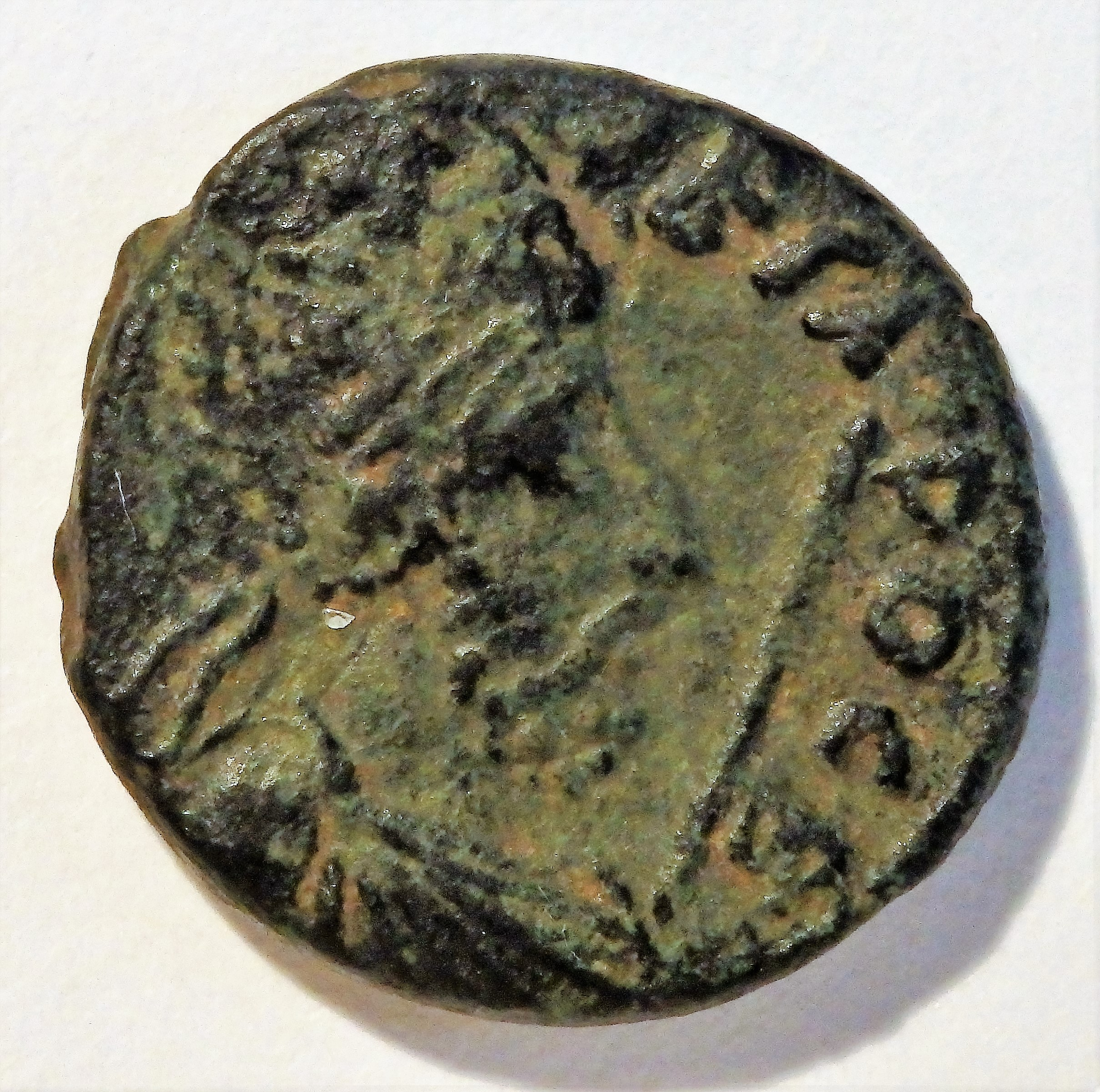
Porträt von Abgar VIII.

## Leben
Abgar VIII. war ein Sohn von Manu VIII. und seit etwa 177 König von Edessa. Er nahm im Jahr 191/192 zu Ehren des römischen Kaisers Commodus den Namen Lucius Aelius an. Nach Commodus’ Ermordung unterstützte er den Gegenkaiser Pescennius Niger. 195 unterlag er dem Kaiser Septimius Severus in dessen Partherkrieg, nahm zu dessen Ehren den weiteren Namen Septimius an und übergab seine Söhne als Geisel. Von nun an stand er loyal an der Seite des römischen Kaisers und unterstützte daher nicht das Partherreich. Septimius Severus erkannte ihn dafür 198 als Klientelkönig und „König der Könige“ an. Abgar ließ Münzen mit dem Porträt des Septimius Severus auf der einen und seinem Porträt auf der anderen Seite prägen. Abgars Palast fiel nach der Chronik von Edessa im Jahr 201 einer Überschwemmung zum Opfer. Später soll Abgar VIII. der Stadt Rom einen Besuch abgestattet haben. Sein Sohn Abgar IX. folgte ihm auf den Thron.
Zu den Jugendfreunden Abgars VIII. gehörte der syrisch christliche Gnostiker Bardesanes. Möglicherweise trat Abgar VIII. zum Christentum über, der Kirchenvater Eusebius von Caesarea berichtet in seiner Kirchengeschichte jedoch nichts von einer Bekehrung Abgars. Bardesanes erzählt hingegen in seinem Buch der Gesetze der Länder, dass Abgar VIII. nach seiner Bekehrung ein Verbot ausgesprochen habe, künftig noch Entmannungen zu Ehren der semitischen Gottheit Atargatis durchzuführen; vielleicht handelt es sich aber bei dieser Nachricht um eine nachträgliche orthodoxe Überarbeitung des ursprünglichen Textes. Der frühchristliche Chronist Sextus Iulius Africanus machte Abgar VIII. um 195 seine Aufwartung und stufte diesen als „heiligen Mann“ ein; ob er damit aber meinte, dass der König Christ gewesen sei, ist nicht sicher. Zur Zeit des Königs lebten jedenfalls aber Christen in Edessa und Abgar VIII. selbst stand dem Christentum zumindest aufgeschlossen gegenüber. Vermutlich hatte Abgar VIII. das Römische Bürgerrecht.